# Hollandsflickan
Hollandsflickan (tyska: Das Hollandweibchen) är en operett i tre akter med musik av Emmerich Kálmán och med libretto av Leo Stein och Bela Jenbach. Den hade premiär den 20 januari 1920 på Johann Strauß-Theater i Wien.

## Historia
Librettot till Hollandsflickan skrevs av Leo Stein och Bela Jenbach, samma författare som levererat textboken till Kálmáns världssuccé Csárdásfurstinnan. En älskvärd men inte särskilt märkvärdig operett som mest tack vare Kálmáns insmickrande melodier höll sig kvar på repertoaren i Wien i bortåt 450 kvällar. Samma år sattes den upp i London där den spelades 214 gånger. Senare sattes den upp i Berlin, Milano, Budapest, Australien och USA. Med tiden försvann den från repertoaren, delvis utkonkurrerad av nya verk. I Tyskland och Österrike spelades Hollandsflickan fram till 1938 då nazisterna förbjöd alla verk av Kálmán. Men inte ens efter kriget upplevde verket någon anmärkningsvärd renässans.

### Svenska uppsättningar
I Sverige kom Stora Teatern i Göteborg först med premiär 1923. Teatermannen Albert Ranft satte upp operetten på Oscarsteatern i Stockholm den 28 januari 1926 i regi av Oskar Textorius.

## Personer
- Jutta von Sonneburg-Glücksburg, Prinsessa
- Baronesse Elly von der Weijde, Hovdam
- Von Eberius, Homarkalk
- Fürst Adalbert, Juttas onkel
- Von Stopp, Överhovmästare
- Salina von Webelhorst, Överhovmästarinna
- Paul Roderich, Arvprins till Usingen
- Dr. Udo von Sterzel, Usingens ambassadör

## Handling
En prins och en prinsessa från två operettriken har trolovats som barn, men aldrig träffats. När det drar ihop sig till bröllop vägrar prinsen att infinna sig. Han far i stället till Holland och ägnar sig åt att andas sjöluft ombord på sin jakt. Men prinsessan söker upp honom och låtsas vara en helt vanlig holländsk flicka. Förälskelse uppstår och så får prinsen trots allt en prinsessa, en som han verkligen älskar.

## Musiknummer
1. Inledning
2. Duett: Jedes Mädchen träumt von Einem
3. Marschsång: Weiber gibt’s zum Teufel holen
4. Duett: Wenn im Walde froh erschallt
5. Lied: Lacht uns der Mond heute Nacht ins Brautkämmerlein
6. Final I: In Liebe grüßen wir dich, o junge Braut
7. Kör: Tanz der Holländerinnen
8. Sång: Fröhlich bin ich durch die Welt gewandelt
9. Stand das Fräulein am blauen Meere
10. Terzett: Amsterdam und Rotterdam
11. Das hätt ich mir nie gedacht
12. Final II: Mein musst du werden
13. Musikscen: Geliebter in der Ferne
14. Kvartett: Lockend soll ertönen
15. Final III (Slutsång): Hollandweibchen mit dem Häubchen